# Iphis
Iphis là một chi bọ cánh cứng trong họ 
Elateridae.
Chi này được miêu tả khoa học năm 1838 bởi Laporte.

## Các loài
Các loài trong chi này gồm:
- Iphis alluaudi (Candèze, 1900)
- Iphis corpulentus (Candèze, 1889)
- Iphis cyclops (Candèze, 1865)
- Iphis decorsei (Fleutiaux, 1903)
- Iphis dux (Candèze, 1857)
- Iphis goudoti (Laporte, 1836)
- Iphis madagascariensis (Gory, 1832)
- Iphis oculipennis (Fairmaire, 1903)
- Iphis orbiculatus (Schwarz, 1901)
- Iphis regalis (Candèze, 1857)
- Iphis sicardi (Fleutiaux, 1942)
- Iphis triangularis (Fleutiaux, 1942)
- Iphis triocellata Laporte, 1838
- Iphis vicinus (Fleutiaux, 1942)